# 邁斯基亞納區
35°37′40″N 7°40′01″E / 35.6277°N 7.6669°E
邁斯基亞納區（阿拉伯语：‎），是阿爾及利亞的行政區，位於該國東北部，由烏姆布瓦吉省負責管轄，首府設於邁斯基亞納，面積640平方公里，2008年人口35,407，人口密度每平方公里55人。